# Kim Čun-hjong
Kim Čun-hjong (korejsky 김준형, Kim Čun-hjŏng; * 6. ledna 2004) je jihokorejský fotbalový záložník, hostující v Hlučíně. 

## Klubová kariéra
Než Kim přišel do Velvar, hrál v Koreji převážně za školní týmy.

### TJ Slovan Velvary
Do jeho prvního evropského angažmá přišel zadarmo dne 4. srpna 2023. Za půl roku odehrál 9 zápasů a vstřelil jeden gól.

### SFC Opava
Dne 12. února 2024 přestoupil za neznámou sumu do klubu SFC Opava. Podle sportovního manažera Kolínka ho sledovali již od minulého léta, kdy byl na testech ve Frýdku-Místku a poté i přes kontakty ve Velvarech. Taktéž je podle jeho slov pracovitý mladý fotbalista. Opavskou premiéru zaznamenal dne 10. března 2024 proti Žižkovu, kdy odehrál 66 minut. V A-týmu nastupuje sporadicky, mnohem více startů zaznamenal v divizní rezervě.

### FC Hlučín (hostování)
Na půlroční hostování do třetiligového Hlučína odešel v březnu 2025.